# Panamerikanische Spiele 2011/Leichtathletik – 10.000 m der Frauen

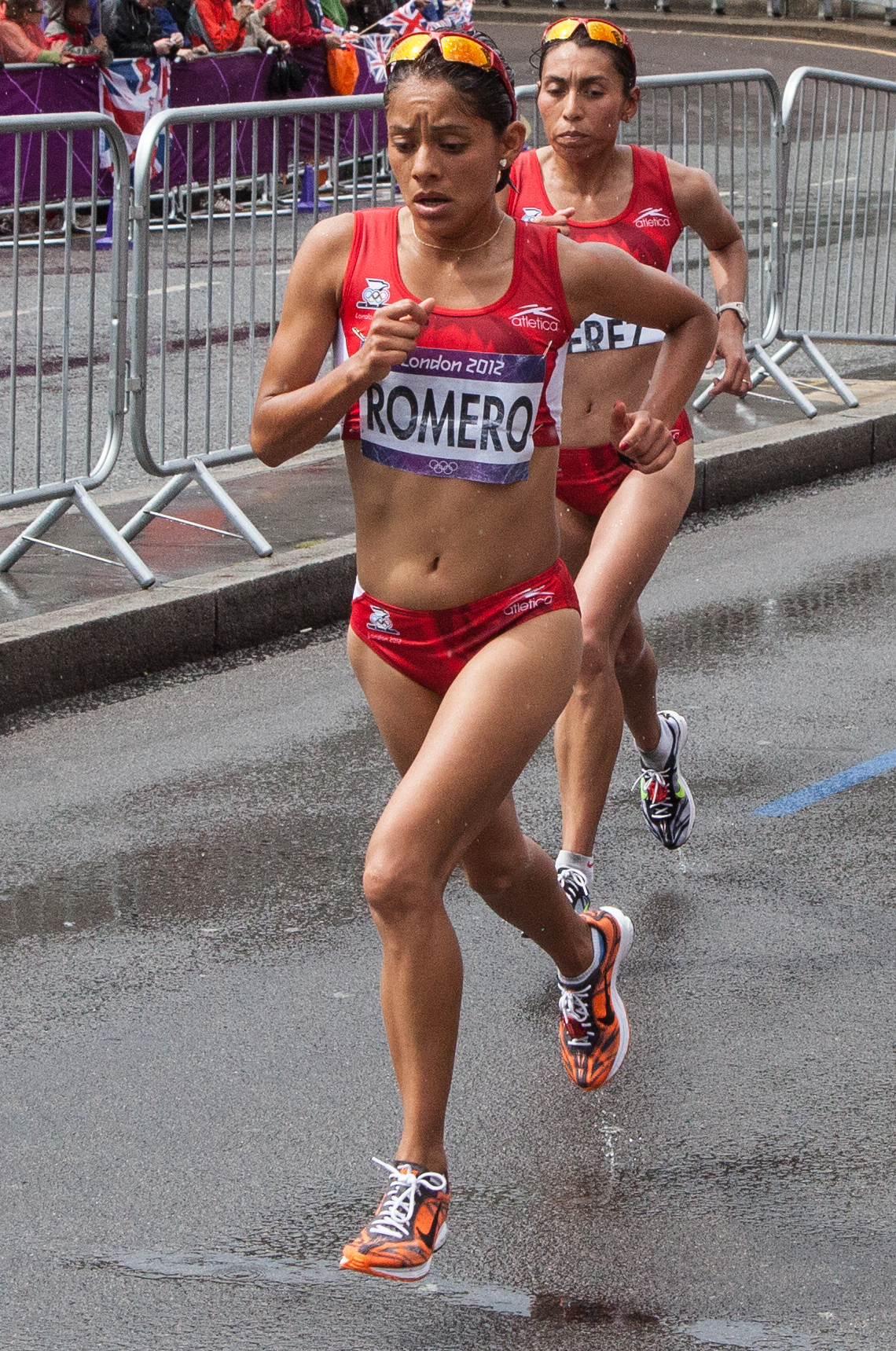
Die Siegerin Marisol Romero (2012)

Der 10.000-Meter-Lauf der Frauen bei den Panamerikanischen Spielen 2011 fand am 24. Oktober im Telmex Athletics Stadium in Guadalajara statt.
Acht Athletinnen aus sechs Ländern nahmen an dem Wettbewerb teil. Die Goldmedaille gewann Marisol Romero nach 34:07,24 min, Silber ging an Cruz da Silva mit 34:22,44 min und die Bronzemedaille sicherte sich Yolanda Caballero mit 34:39,14 min.

## Rekorde
Vor dem Wettbewerb galten folgende Rekorde:
| Weltrekord        | Wang Junxia   | 29:31,78 min | Peking, Volksrepublik China                          | 8. September 1993 |
| Rekord der Spiele | Sara Slattery | 32:54,41 min | Panamerikanische Spiele in Rio de Janeiro, Brasilien | 23. Juli 2007     |

## Ergebnis
24. Oktober 2011, 16:45 Uhr
| Platz | Athletin            | Land               | Zeit (min)  |
| ----- | ------------------- | ------------------ | ----------- |
|       | Marisol Romero      | Mexiko             | 34:07,24    |
|       | Cruz da Silva       | Brasilien          | 34:22,44    |
|       | Yolanda Caballero   | Kolumbien          | 34:39,14 PB |
| 4     | Annie Bersagel      | Vereinigte Staaten | 35:23,31    |
| 5     | Yudileyvis Castillo | Kuba               | 35:35,43    |
| 6     | Julia Rivera        | Peru               | 35:46,21    |
| 7     | Cassie Ficken Slade | Vereinigte Staaten | 36:14,96    |
| 8     | Hortencia Arzapalo  | Peru               | 37:10,63    |